# تمساح نحيل
التمساح النحيل (الاسم العلمي:†Gracilisuchus) هو جنس منقرض من الزواحف يتبع فصيلة التماسيح النحيلة من الأركوصورات.